# Tony Benn
Tony Benn, all'anagrafe Anthony Neil Wedgwood Benn, già 2° Visconte di Stansgate (Marylebone, 3 aprile 1925 – Londra, 14 marzo 2014), è stato un politico, scrittore e attivista britannico.
Esponente di spicco della cosiddetta hard left del Partito Laburista, si professò un socialista democratico e repubblicano e ricoprí più volte la carica di ministro, risultando inoltre il politico laburista, dopo John Parker, presente più a lungo, in qualità di deputato, nella Camera dei Comuni.

## Biografia

### Le origini
Benn nacque a Marylebone, un distretto di Westminster (Londra), il 3 aprile del 1925 in un'agiata famiglia aristocratica dalle ben radicate tradizioni politiche. Il padre, Lord William Wedgwood Benn (1877-1960), figlio del politico liberale mancuniano Sir John Williams Benn (1850-1922), asceso allo status baronettale nel 1914, e di Elizabeth "Lily" Pickstone, imparentata alla lontana con la famiglia del celeberrimo ceramista ed imprenditore Josiah Wedgwood, tra i principali artefici della rivoluzione industriale inglese, fu un militare - air commodor pluridecorato della Royal Air Force - e politico inglese originario di Hackney (Londra), deputato del Partito Liberale dal 1906, di cui era esponente della corrente interna di sinistra, e successivamente deputato del Partito Laburista nel 1928, dapprima presso la Camera dei Comuni ed in seguito, dopo aver ricevuto il titolo di 1° Visconte di Stansgate, presso quella dei Lord, mentre la madre, Margaret Holmes (1897-1991), fu una teologa e femminista militante scozzese, figlia a sua volta del politico liberale Daniel Turner Holmes (1863-1955), che militò in seno alla League of the Church Militant, anticipando il successivo Movimento per l'Ordinazione delle Donne, richiamata nel 1925 dall'allora arcivescovo di Canterbury Randall Thomas Davidson per il suo incessante attivismo a sostegno dell'estensione dell'ordinazione sacerdotale anche alle donne. Il pensiero religioso della madre eserciterà una profonda influenza sulla sua formazione politica.
La vicinanza con ambienti governativi consentì a Tony di entrare in contatto sin dall'infanzia con alcune delle grandi personalità del periodo, come il Primo ministro laburista Ramsay MacDonald, quello liberale David Lloyd George e persino il Mahatma Gandhi, a cui strinse la mano, incontrato nel 1931 mentre suo padre era segretario di Stato per l'allora Raj britannico. Benn si forma alla Westminster School e al New College di Oxford, dove viene anche eletto presidente della Oxford Union.
In seguito Benn tenterà di sminuire i titoli della propria formazione, dichiarando in pubblico negli anni settanta che la sua formazione accademica fosse "tuttora in corso".

### La seconda guerra mondiale
Un punto importante della biografia di Benn va ricercato nella sua partecipazione alla seconda guerra mondiale; nel 1943 si arruola nella RAF dove già sono impiegati il padre e il fratello maggiore, Michael che verrà poi ucciso in combattimento.
Tony sarà pilota in Sudafrica e in Rhodesia; la morte prematura del fratello, oltre a segnarlo profondamente, avrà anche un ruolo importante nelle sue successive vicende politiche. 
Finita la seconda guerra mondiale Benn viene assunto e lavora per breve tempo alla BBC.

### In politica
Ricevette la proposta, nel 1950 di correre alle elezioni suppletive per un collegio della Camera dei Comuni reso vacante dalle dimissioni del laburista Stafford Cripps, malato. Nel 1951 Tony Benn entra così alla Camera con i Laburisti in qualità di "Baby of the House" cioè come deputato più giovane in carica. 
Nel 1960 lasciò la Camera per divenire, come Visconte di Stansgate, membro della Camera dei Lord, fino al 1963.
Ha avuto un ruolo centrale nell'atto di riforma della Camera dei Lords adottato nel 1963.
Rieletto alla Camera dei Comuni nel 1963, fu ministro della Tecnologia dal 1966 al 1970, quindi Segretario di Stato all'Industria (1974-1975) e Segretario di Stato per l'Energia e "Postmaster General" nel secondo governo di Harold Wilson e in quello di James Callaghan, dal 1975 al 1979.
È stato, tra gli anni settanta e gli anni ottanta, una figura centrale della corrente di sinistra interna, detta hard left, del Partito Laburista. 
Repubblicano, ha presentato proposte per l'abolizione della Monarchia e l'istituzione di una repubblica  (Commonwealth).
È rimasto in carica in Parlamento, con interruzioni, fino al 2001. Dallo stesso anno è stato presidente dell'associazione pacifista Stop the War Coalition fino alla morte nel 2014.
Benn fu anche un prolifico diarista. Sono stati pubblicati nove volumi dei suoi diari. L'ultimo volume autobiografico è stato pubblicato nel 2013.

## Pensiero politico
Conosciuto come uno dei pochi politici usciti dall'esperienza di governo con posizioni più a sinistra che in precedenza, col passare degli anni Benn si è anche spostato progressivamente dall'attività politica parlamentare, orientandosi ad un sempre maggiore interesse per l'attivismo di base, fatto di dimostrazioni e dibattiti pubblici. Nel 1970, assieme alla moglie Caroline Middleton DeCamp, divenne un convinto vegetariano, e tale rimase fino alla morte. 
Nel Regno Unito, la sua attività politica ha portato in uso il termine “Bennita” (in inglese: Bennite), indicante una posizione socio-economica di sinistra radicale, unita ad un atteggiamento democratico e rispettoso nei confronti delle diverse posizioni politiche.

## Vita familiare
Nel 1949, incontra Caroline Middleton DeCamp, giovane americana nata a Cincinnati, Ohio, nel 1926; dopo nove anni di fidanzamento le chiederà di sposarlo nel 1958, su una panchina di un parco di Oxford, in seguito acquistata dallo stesso Benn e oggi sita nella sua casa di Holland Park (presso Kensington a Londra). Dal loro matrimonio nacquero quattro figli: Stephen, Hilary, Melissa e Joshua. Caroline Benn fu un'importante pedagogista e morì di cancro il 22 novembre 2000. 
Fra i dati interessanti relativi alla famiglia va segnalato l'impegno politico dei figli: Stephen è stato per più mandati nel Consiglio Municipale di Londra; Hilary, il secondogenito, è stato Ministro dell'Ambiente del governo di Gordon Brown; la figlia di Stephen, Emily (nata nel 1989) venne candidata per un posto alla camera dei Comuni nelle elezioni generali nel Regno Unito del 2010 (selezionata dal Partito Laburista per il collegio di East Worthing e Storeham), con la sua mancata elezione la famiglia Benn mancò il primato di cinque generazioni rappresentate nel parlamento britannico nel corso di meno di un secolo.

## Filmografia

### Documentari
- Sicko, regia di Michael Moore (2007) - cameo